# A6 (motorväg, Kroatien)

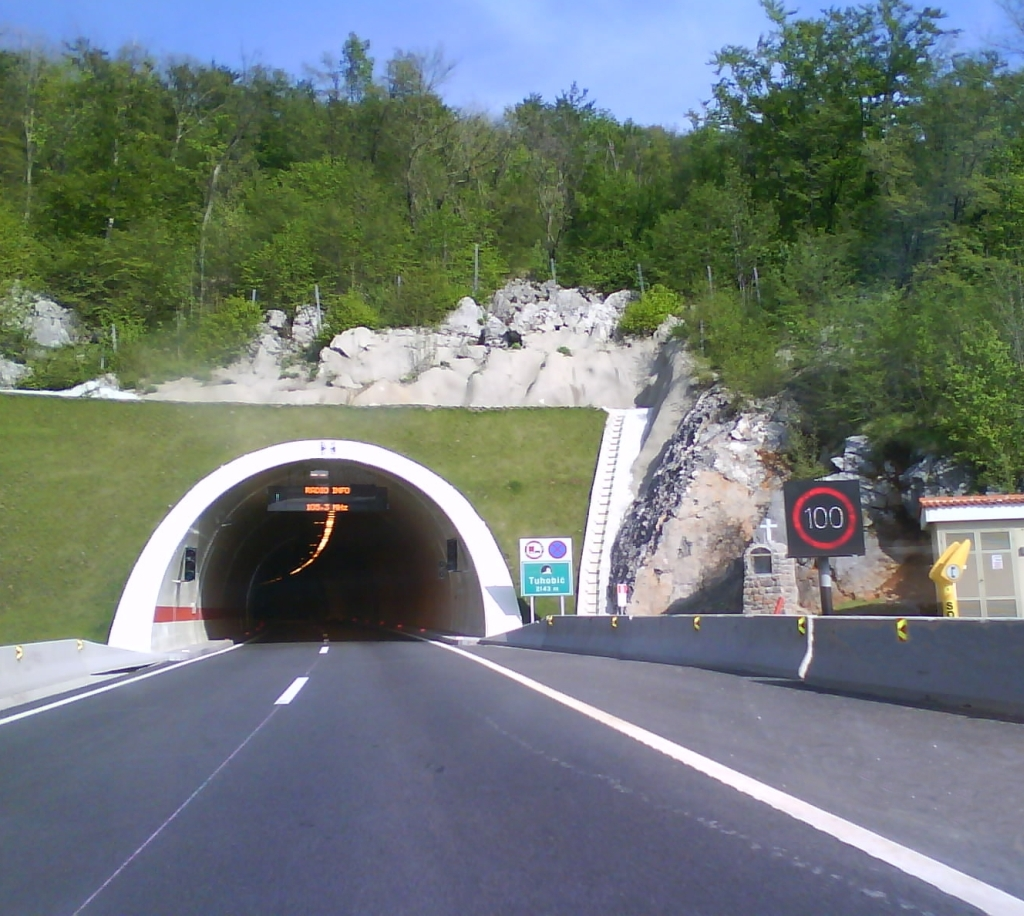
Tuhobićtunneln.

A6 är en motorväg i Kroatien som går från hamnstaden Rijeka vid den adriatiska kusten till Bosiljevo där den anknyter till A1 och huvudstaden Zagreb. Motorvägen utgör en del av E65 och den paneuropeiska transportkorridoren Vb. 
A6 passerar flera städer och orter i norra Kroatien, går genom den natursköna regionen Gorski kotar i nationalparken Risnjaks omedelbara närhet, och förbinder i förlängningen det [kroatiska inlandet (centrala Kroatien och Slavonien) med turistorterna vid Kvarnerbukten och Istrien.
Motorvägen har fyra körfält, två i vardera riktning. De sektioner som har en stigning på över 4 % har tre körfält. A6 är liksom alla motorvägar i Kroatien en betalväg.